# Lachlathetes moestus
Lachlathetes moestus is een insect uit de familie van de mierenleeuwen (Myrmeleontidae), die tot de orde netvleugeligen (Neuroptera) behoort. 
Lachlathetes moestus is voor het eerst wetenschappelijk beschreven door Hagen in 1853.